# Ефод

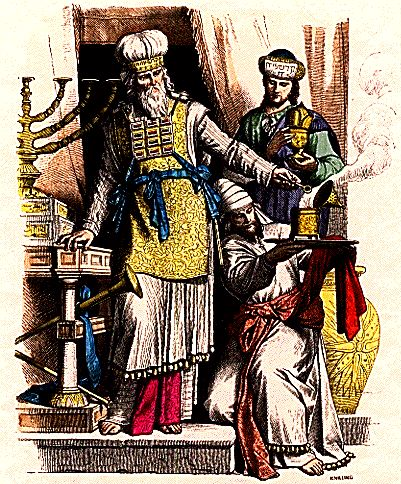
Первосвященик Ізраїлю у священному одязі. Ефод тут зображений жовтим кольором.

Ефо́д (івр: אֵפוֹד ʾēfōḏ; /ˈɛfɒd/ або /ˈiːfɒd/) — тип фартуха, який, згідно з єврейською Біблією, носив первосвященик Ізраїлю, артефакт і об'єкт шанування в давній ізраїльській культурі, тісно пов'язаний з оракулярними практиками та священицьким ритуалом.
У Книгах Самуїла та Хронік описано, що Давид носив ефод, коли танцював перед Ковчегом Заповіту (2 Самуїла 6:14, 1 Хронік 15:27), а також описано, що він стояв у святилищі в Нобі з мечем за спиною (1 Сам. 21:9). У книзі Вихід та Книзі Левит описано, що один з них був створений для первосвященика, щоб носити як частину його офіційного вбрання (Вихід 28:4+, 29:5, 39:2+; Левит 8:7).

## Опис
У Біблії, в контекстах, де його носили, ефод зазвичай описується як лляний, але не як повноцінний одяг, як це описано в Книгах Самуїла. У 1-й книзі Хронік сказано, що Давид був «одягнений у шати з віссону, як і всі Левити, що несли ковчег… [і] Давид також носив лляний ефод» [1 Хр. 15:27] «і Давид був одягнений у лляний ефод» [2 Сам. 6:14]. Очевидно, що носіння ефоду мало сильний релігійний і церемоніальний підтекст, оскільки 85 священиків у Нобі чітко визначені як люди, які носили ефод; хоча масоретський текст описує їх як одягнених у лляні ефоди (1 Сам. 22:18), слово «лляні» відсутнє у версії Септуагінти, а також коли Септуагінта описує Давида і Самуїла, які підперезалися ефодом. Тому деякі дослідники тексту вважають його присутність у Масоретському тексті пізнішою редакторською правкою.

## Носіння та склад
В одному з уривків Книги Вихід описується ефод як вишуканий одяг, який носив первосвященик і на який покладався нагрудник священика, що містив урім і туммім. Згідно з цим описом, ефод був витканий із золотих, синіх, пурпурних і червоних ниток, виготовлений з тонкого льону і вишитий майстерною роботою золотою ниткою (2 М. 28:6-14). Гедеон додатково описується як такий, що створив ефод із 1700 шекелів золота (Суд. 8:25-27). Талмуд стверджує, що кожна з фактур була об'єднана шістьма нитками з сьомою ниткою з сусального золота, що загалом складало 28 ниток (Трактат Йома 72а). Дехто намагається надати значення деталям ефоду, але таких значень немає ні в біблійному описі, ні в Талмуді.
Біблійний опис (Вихід 28:16, 39:9) продовжує описувати розмір нагрудника, який кріпився спереду ефода, як квадрат розміром один лікоть на один лікоть (ширина витягнутої руки від кінчика мізинця до кінчика витягнутого великого пальця). Вказано, що він скріплювався поясом і мав два плечові ремені, які кріпилися до передньої частини ефода золотими кільцями, до яких золотими ланцюжками прикріплювався нагрудник (2 М. 28:6-14). З цього опису випливає, що це було щось на зразок фартуха або спідниці з підтяжками, хоча Раші стверджував, що це було схоже на жіночий пояс для верхової їзди. Біблійний опис також додає, що на плечових ременях були два вигравірувані дорогоцінні камені, схожі на еполети, зроблені з шохаму. Вчені вважають, що це малахіт, за єврейською традицією — геліодор, а у версії короля Якова — онікс, з написаними на них іменами 12 колін; класичні рабинські джерела розходяться в думках щодо порядку, в якому коліна були названі на коштовностях (Сотах 36а).

## Походження
Дослідники тексту приписують опис ефоду у книзі Вихід священичому джерелу і даті, пізнішій за інші згадки про ефод; біблійні дослідники вважають, що ефод міг з часом перетворитися на цю високоцеремоніальну форму з більш примітивних початків (проста полотняна форма, описана в Книгах Самуїла), подібно до того, як високолітургійний маніпул розвинувся зі звичайної носової хустки.

## Розширене використання
Окрім використання як одягу, ефод також використовувався в оракулярних цілях, разом з урімом і туммімом; книги Самуїла вказують на те, що коли Саул або Давид бажали запитати Бога за допомогою оракулярних методів, вони просили священика про ефод. Оскільки оракулярний процес вважається вченими клерикальним, а урім і туммім були предметами, які витягувалися як жереб, то ефод вважається вченими якоюсь формою контейнера для уріма і тумміма; щоб узгодити це з описами ефода як одягу, необхідно зробити висновок, що спочатку ефод мав бути якоюсь кишенею, яку священики підперізували навколо себе. Однак біблійний текст стверджує, що урім і туммім вкладалися в нагрудник, а не в ефод (3 М. 8:8). Інтеграція каменів у нагрудник, а також використання слова «урім» в івриті як «світло», дозволяє припустити, що урім і туммім могли бути своєрідним окулярним пристроєм, через який священик дивився, коли отримував божественне спілкування.
Предмет у Нобі, який, мабуть, стояв дещо окремо, оскільки за ним зберігається інший предмет, і предмети, зроблені Гедеоном і Михеєм з розплавленого золота, логічно не могли бути просто одягом. Предмет, зроблений Гедеоном, чітко описується як предмет поклоніння, а отже, як ідол якогось божества, тоді як предмет, зроблений Міхеєм, тісно пов'язаний з терафімом, а ефод і терафім описуються як взаємозамінні з єврейськими термінами pesel і massekah, що означають викарбуване зображення і розплавлене зображення відповідно.
Навіть ефоди, які використовувалися для оракульних цілей, не обов'язково були просто шматками тканини, оскільки вони описані не як такі, що їх носили, а як такі, що їх несли (хоча деякі переклади передають 1 Самуїла 2:28 як "носити ефод", а не "нести ефод" ); єврейський термін, який використовується в цих уривках для позначення носіння, - "наса", що конкретно означає, що ефод носили або в руці, або на плечі. Таким чином, можна зробити висновок, що "ефод" у цих випадках означав переносного ідола, перед яким кидали жереб; деякі вчені припускають, що зв'язок між ідолом і одягом полягає в тому, що спочатку ідол був одягнений у лляний одяг, а термін "ефод" поступово став позначати ідола в цілому.
Інші вчені припускають, що спочатку ефод означав контейнер для каміння, який використовувався для кидання жереба, а згодом став асоціюватися з багатьма предметами, які також могли містити каміння або використовувалися в ворожіннях.
Згідно з Талмудом, носіння ефоду спокутувало гріх ідолопоклонства з боку синів Ізраїлю.
Гедеон продовжив робити ефод із золота, здобутого в битві; згідно з «Легендами євреїв» Гінзберга: «…У нагруднику первосвященика Йосип був представлений серед дванадцяти колін лише Ефраїмом, а не Манасією. Щоб знищити цю зневагу до власного племені, Гедеон виготовив ефод з ім'ям Манасії. Він присвятив його Богові, але після його смерті йому поклонялися як ідолу. У ті часи ізраїльтяни були настільки захоплені поклонінням Вельзевулу, що постійно носили з собою в кишенях маленькі зображення цього бога, а час від часу мали звичку виносити зображення вперед і палко цілувати його»; згідно з Біблією, цей вчинок врешті-решт призвів до того, що весь Ізраїль знову відвернувся від Бога і до загибелі Гедеона та його сім'ї. У Гедеона було 70 синів від багатьох жінок, яких він брав за дружин. У нього також була наложниця-шехемітянка, яка народила йому сина, якого він назвав Авімелехом, що означає «мій батько — цар» (Суд. 8:31).

## В апокрифічній літературі
Згідно з давнім апокрифічним «Житієм пророків», після смерті Захарії бен Єгояди священики Храму вже не могли, як раніше, бачити явлення ангелів Господніх, ворожити на ефоді, чи давати відповіді з дебіру.